# Douglas Estay
Douglas Fabián Estay Hermosilla, (Viña del Mar, Chile, 25 de abril de 1992) es un futbolista chileno que juega de volante actualmente en Santiago Morning de la Primera B de Chile.

## Trayectoria

### Everton
Estay hizo sus inferiores en Everton de Viña del Mar, donde fue ascendido al primer equipo, pero solamente ha jugado partidos amistosos y Copa Chile.

### Barnechea
Douglas es llevado en calidad de préstamo a Barnechea en 2013 para ganar minutos en el elenco huaicochero. El entrenador Hugo Vilches lo trajo para reforzar la defensa, pero no ha logrado regularidad siendo relegado en su puesto. Ahora su presente es Everton, luego de recuperarse de una larga lesión.

## Clubes
| Club                     | País  | Año       |
| ------------------------ | ----- | --------- |
| Everton                  | Chile | 2010-2012 |
| Barnechea                | Chile | 2013      |
| Everton                  | Chile | 2014-2015 |
| Unión La Calera          | Chile | 2016      |
| Everton                  | Chile | 2017      |
| Unión La Calera (Cedido) | Chile | 2017-2018 |
| San Marcos de Arica      | Chile | 2018      |
| San Luis                 | Chile | 2019-2021 |
| Trasandino               | Chile | 2022      |
| San Luis                 | Chile | 2023-2024 |
| Santiago Morning         | Chile | 2025-Act. |

## Títulos

### Nacionales
| Título    | Club            | País  | Año    |
| --------- | --------------- | ----- | ------ |
| Primera B | Unión La Calera | Chile | 2017-T |

- Datos: Q5301443